# Carlislejeva mirovna komisija
Carlislejeva mirovna komisija je bila skupina britanskih mirovnih komisarjev iz Kraljevine Velike Britanije, ki so bili leta 1778 poslani v Severno Ameriko, da bi se pogajali o pogojih z uporniškim kontinentalnim kongresom med ameriško revolucionarno vojno. Komisija je ponudila samoupravo, vključno s parlamentarno zastopanostjo znotraj britanskega imperija. Drugi kontinentalni kongres, ki se je zavedal, da se bodo britanske čete kmalu umaknile iz Filadelfije, je vztrajal pri zahtevi po popolni neodvisnosti, za kar pa  komisija ni bila pooblaščena.
Mirovna komisija je bila prvič, da se je britanska vlada uradno strinjala s pogajanji s kongresom. Prejšnji neformalni poskus pogajanj, danes znan kot mirovna konferenca Staten Island, se je zgodil leta 1776.